# لوك غاريت
لوك غاريت (بالإنجليزية: Luke Garrett)‏ هو لاعب اتحاد الرغبي بريطاني، ولد في 11 يناير 1995 في أبرغافني ‏ في المملكة المتحدة.